# Sussex (Schiff, 1896)
Die Sussex war ein Dampfschiff der britischen Eisenbahngesellschaft London, Brighton and South Coast Railway (LB&SCR), das ab 1896 als Fährschiff auf dem Ärmelkanal eingesetzt wurde und Passagiere und Fracht zwischen Newhaven in England und Dieppe in Frankreich beförderte.
Internationale Bekanntheit erlangte die Sussex, als sie am 24. März 1916 im Ärmelkanal von einem deutschen U-Boot torpediert wurde. Dabei starben etwa 50 der 325 Passagiere; die Sussex sank nicht. Viele der Passagiere waren US-Amerikaner, weshalb die Torpedierung vor allem in US-Zeitungen bzw. in den USA für Aufsehen sorgte.
Die Sussex wurde 1920 verkauft und 1922 verschrottet.

## Das Schiff
Das 1.565 BRT große Dampfschiff Sussex wurde 1896 auf der Werft William Denny and Brothers in Dumbarton am Clyde gebaut. Es lief dort am 30. April 1896 vom Stapel und wurde im Juli 1896 fertiggestellt. Das Schiff wurde von zwei vierzylindrigen Dreifachexpansions-Dampfmaschinen auf zwei Propeller angetrieben und erreichte eine Geschwindigkeit von bis zu 20,5 Knoten (38 km/h). Die Maschinenleistung lag bei 308 nominalen PS (nhp).
Eigner war die seit 1846 operierende Eisenbahngesellschaft LB&SCR (London, Brighton and South Coast Railway) mit Hauptsitz in London, die ein ausgedehntes Schienennetz in der Grafschaft Sussex hatte. Das Unternehmen betrieb außerdem Passagier- und Frachtschiffe, die auf dem Ärmelkanal verkehrten und französische Hafenstädte und die britischen Kanalinseln mit Städten an der Südküste Englands verbanden.
Die Sussex bediente die Route von Newhaven in East Sussex nach Dieppe an der französischen Kanalküste. Auf dieser Strecke war sie 17 Jahre lang im Einsatz, bis sie 1913 durch das neue Schiff Paris ersetzt und aufgelegt wurde. 1914 wurde sie an die französische Eisenbahngesellschaft Chemins de fer de l’État verkauft und fuhr fortan unter französischer Flagge. Sie blieb jedoch weiterhin unter dem Management der LB&SCR und behielt auch ihren Namen. Ihr Abfahrtshafen wurde aber nach Ausbruch des Ersten Weltkriegs von Newhaven nach Folkestone an der Küste von Kent verlegt. Am 5. September 1914 unternahm sie ihre erste Fahrt für die neuen Eigner.

## Die Torpedierung
Am Freitag, dem 24. März 1916, gegen 13:30 Uhr lief die Sussex unter dem Kommando von Kapitän Auguste François Mouffet mit 53 Besatzungsmitgliedern und 325 Passagieren an Bord zu einer Überfahrt von Folkestone nach Dieppe aus. Gegen 15 Uhr wurde das Schiff 18 Meilen nordwestlich von Boulogne ohne Vorwarnung von dem deutschen U-Boot UB 29 unter dem Kommando von Oberleutnant zur See Herbert Pustkuchen torpediert. Die Sussex wurde durch den Einschlag des Torpedos an der Steuerbordseite schwer beschädigt; der gesamte Bug wurde weggerissen.

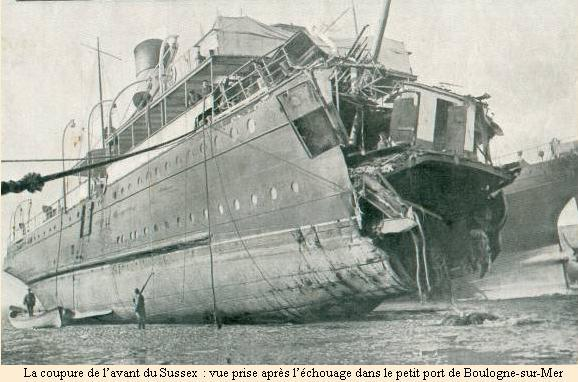
Die Sussex nach der Torpedierung

Etwa 50 Menschen starben, darunter der gefeierte spanische Komponist Enrique Granados und seine Frau, der irische Tennisspieler Manliffe Goodbody und der persische Prinz Bahram Mirza Sardar Mass'oud (Sohn von Zell os-Soltan). 30 weitere wurden verletzt, darunter 25 US-Amerikaner. Unter den Überlebenden befanden sich der US-amerikanische Psychologe James Mark Baldwin, der spätere Neurochirurg Wilder Penfield, der spätere Historiker und Biograf Samuel Flagg Bemis, die Pressesekretärin der National Union of Women’s Suffrage Societies Vera Collum sowie Edna Frances Hilton, Enkelin des US-Richters Henry Hilton und spätere Ehefrau von Sir Denzil Cope, 14. Baron Cope.
Die Sussex sank nicht und konnte SOS funken. Der Trawler Marie-Thérèse (Kapitän Bourgain) traf bald am Unglücksort ein und nahm die Sussex ins Schlepptau. Am nächsten Tag trafen die beiden Schiffe im Hafen von Boulogne ein. Dass US-Passagiere getötet und verletzt wurden, löste in den USA einen Eklat aus; es kam zu einem Austausch diplomatischer Noten zwischen den USA und Deutschland. Die USA waren damals noch ein neutrales Land, das nicht am Krieg beteiligt war.
Am 18. April 1916 forderte US-Präsident Woodrow Wilson im „Sussex-Ultimatum“ ein Ende des im Februar 1915 erklärten uneingeschränkten U-Boot-Kriegs. Die Reaktion der deutschen Regierung war das so genannte „Sussex-Gelöbnis“ (Sussex pledge) vom 4. Mai 1916, mit der man den Vereinigten Staaten versicherte, in Zukunft keine Passagierschiffe mehr anzugreifen und Handelsschiffe nicht zu versenken, bevor man definitiv Waffen an Bord ausgemacht hatte, man würde außerdem für die Sicherheit der Passagiere und Mannschaft sorgen. Dies war praktisch das Ende des uneingeschränkten U-Boot-Kriegs.

## Verbleib derSussex
Die Schiffe Duchess of Montrose, Myrmidon, Nepaulin, Redcar und Security waren vom 1. bis 3. Januar 1917 mit der Bergung der Sussex beschäftigt. Das Schiff blieb in Frankreich und wurde bis zum Kriegsende 1918 von der französischen Marine in Le Havre als Minenabwehrfahrzeug verwendet.
1920 wurde sie an D. Demetriades nach Piräus verkauft und 1921 in Agha Sophia umbenannt. 1922 wurde das 25 Jahre alte Schiff nach einem Brand an Bord verschrottet.